# Bečki filharmoničari
Bečki filharmoničari (njem. Wiener Philharmoniker) naziv je najznačajnijega orkestra u Austriji i jednoga od najboljih simfonijskih orkestara u svijetu.
U rangiranju prestižnog britanskog magazina "Gramophone", Bečki filharmoničari proglašeni su jednim od pet najboljih svjetskih orkestara uz: Berlinske filharmoničare, Londonski simfonijski orkestar, Kraljevski orkestar iz Amsterdama i Čikaški simfonijski orkestar.
Sjedište Bečkih filharmoničara nalazi se u zgradi Musikvereina u Beču, a članovi se biraju iz sastava Bečke državne opere, koji se prethodno trebaju dokazati kroz duže vrijeme. Bečki filharmoničari utemeljeni su 1842. godine, kada je Otto Nicolai osnovao neovisni filharmonijski orkestar, u kojem se sve odluke donose demokratski glasovanjem članova. Ti principi zadržani su do danas. Od 1933. orkestar nema stalnog dirigenta, već se na tom mjestu izmijenjuju svjetski poznati dirigenti kao što su: Gustav Mahler, Leonard Bernstein, Herbert von Karajan, Zubin Mehta, Mstislav Rostropovič, Richard Strauss i dr.